# Alcàntera de Xúquer
Alcàntera de Xúquer (spanisch Alcántara de Júcar) ist eine Gemeinde (Municipio) mit 1.425 Einwohnern (Stand: 2024) in der spanischen Provinz Valencia. Sie befindet sich in der Comarca Ribera Alta.

## Geografie
Alcàntera de Xúquer liegt etwa 43 Kilometer südsüdwestlich von Valencia in einer Höhe von ca. 35 m. Der Río Júcar (valencianisch: Xúquer) begrenzt die Gemeinde im Norden. Am Südende der Gemeinde führt die Autovía A-7 entlang.

## Demografie
| 1900 | 1930 | 1950 | 1970 | 1981 | 1991 | 2001 | 2011 | 2021 |
| ---- | ---- | ---- | ---- | ---- | ---- | ---- | ---- | ---- |
| 921  | 1214 | 1129 | 1231 | 1418 | 1450 | 1394 | 1400 | 1402 |

## Sehenswürdigkeiten
- Kirche der Unbefleckten Empfängnis (Església de la Puríssima Concepció)

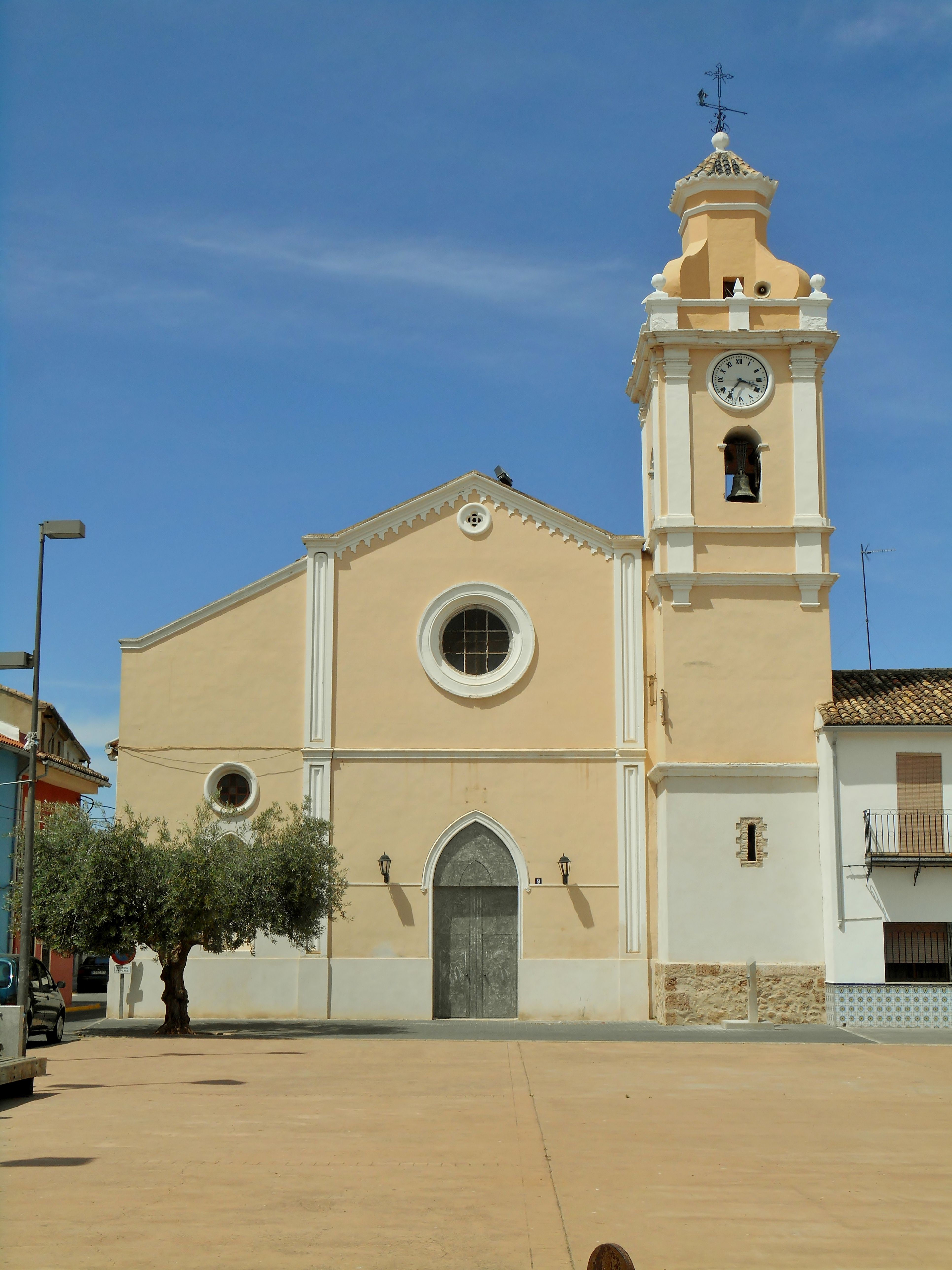
Kirche der Unbefleckten Empfängnis
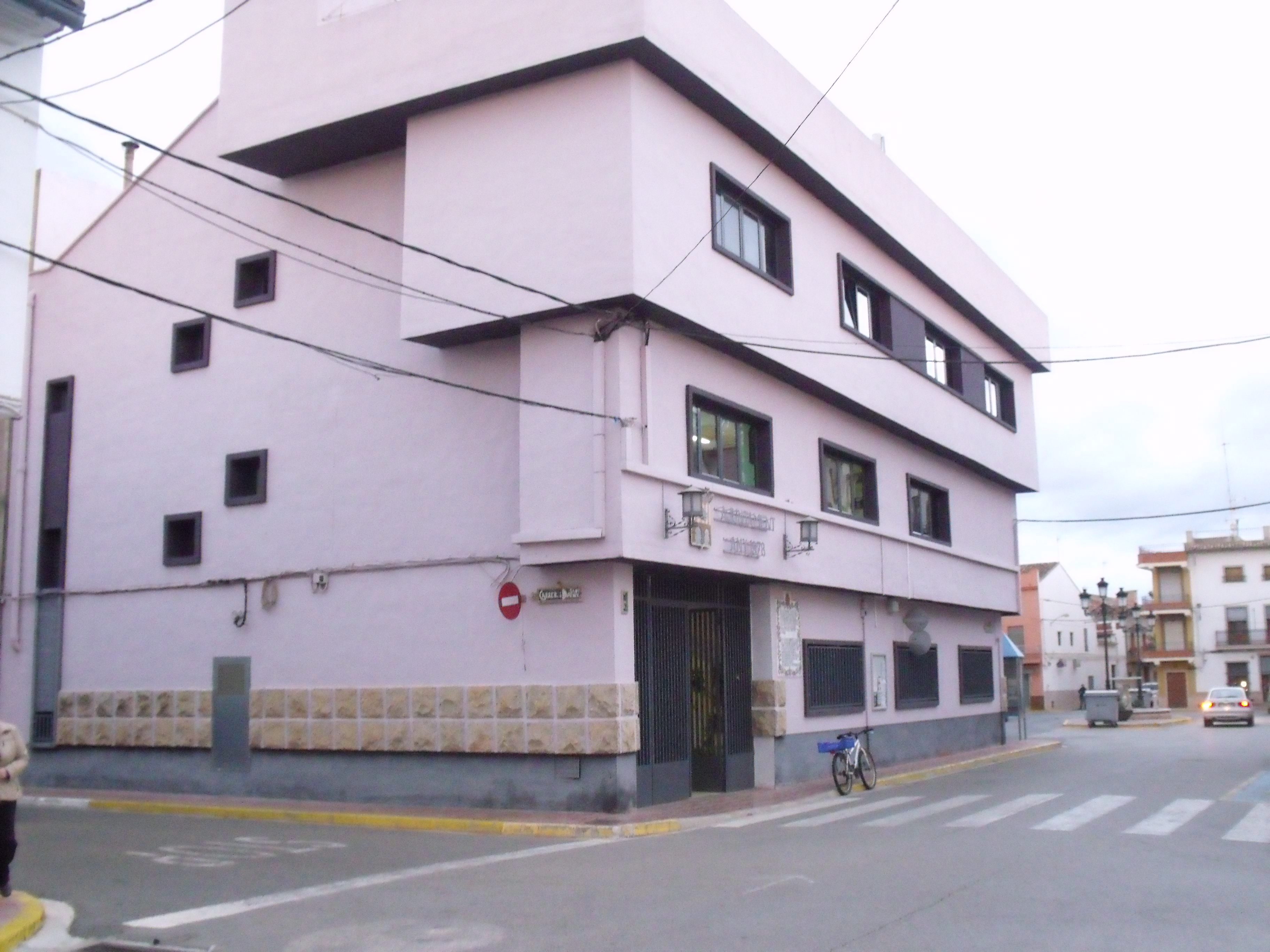
Rathaus